# Beretta Combat Combo
La Beretta Combat Combo è una pistola progettata e costruita dalla Fabbrica d'Armi Pietro Beretta, per l'IPSC (International Practical Shooting Confederation)  derivata dal modello 92 FS. In confronto a quest'ultima la Combat si differenzia per via del carrello rinforzato derivato dal modello Brigadier e delle nuove funzionalità come il sistema Combat Ready che permette all'arma di rimanere con il cane armato ma in sicura. A seconda dei mercati è disponibile la versione con canna lunga (150mm) dotata di contrappeso e in canna corta (125mm).  L'arma è disponibile nei calibri: 9x21 per i modelli 98, 40 SW per i 96, e 9x19 per le 92.

## Caratteristiche e Funzionalità
La Combat presenta diverse innovazioni in confronto al modello 92 fs come:
lo scatto in singola azione alleggerito, sicura manuale sul fusto ambidestra che può essere inserita anche a cane armato e con colpo in canna, grilletto regolabile sia in precorsa che fine corsa mediante delle viti posizionate nel fusto, carrello dotato di doppie scanalature per favorire l'armamento manuale, impugnatura zigrinata per favorire la presa, bottone dello sgancio caricatore maggiorato, contrappeso in lega leggera sulla canna lunga per favorire il bilanciamento e il rinculo.
Per quanto riguarda la precisione di sparo, il miglioramento è dovuto al sistema della bussola conica unita alla ghiera allungata (per la canna corta è disponibile la ghiera normale). Essa (sostituibile dopo usura intensa) permette di mantenere la canna perfettamente bloccata all'atto dello sparo ed evitare qualsiasi gioco. Di bussole coniche sono disponibili in diverse misure a seconda delle esigenze del tiratore. Una meccanica molto simile la si trova nei modelli Target che al contrario presentavano a posto della bussola conica una rosetta elastica.

## Modelli
Simili alla Combat sono stati creati anche altri modelli come la Stock che presenta lo scatto sia in singola che doppia azione e la canna da 125mm. La Billennium (prodotta solo in 2000 esemplari) con fusto e carrello in acciaio e guancette in fibra di carbonio. Steel-I prodotta sempre con carrello e fusto in acciaio e con canna da 119mm. La Combat e la Stock sono state prodotte in una prima serie con ponticello combat classico della 92 fs, fusto lineare e il manicotto contrappeso(nei modelli Combat) dotato di vite come la Target. La seconda serie presenta l'innovazione del ponticello allungato, fusto irrobustito nella parte finale e il contrappeso avvitato solo dall'assieme ghiera bussola conica.